# Leucanella miris
Leucanella miris är en fjärilsart som beskrevs av Sageder. 1935. Leucanella miris ingår i släktet Leucanella och familjen påfågelsspinnare. Inga underarter finns listade i Catalogue of Life.